# Retrato de Adele Bloch-Bauer II
Retrato de Adele Bloch-Bauer II (em Bildnis der Adele Bloch-Bauer II
é uma pintura a óleo sobre tela do pintor simbolista austríaco Gustav Klimt, datada de 1912.

## Propriedade da pintura
Adele Bloch-Bauer era a esposa de Ferdinand Bloch-Bauer, um abastado industrial que patrocinava as artes e ajudou Gustav Klimt. Adele Bloch-Bauer foi um único modelo a ser pintado por duas vezes por Klimt; a outra pintura, mais famosa, é Retrato de Adele Bloch-Bauer I. Os retratos de Adele estiveram na sua família até serem confiscados pelo nazis durante a Segunda Guerra Mundial. O museu austríaco onde ficaram depois da guerra, estava relutante em devolver as obras aos seus verdadeiros donos, o que deu origem a uma batalha legal entre os Estados Unidos e a Áustria (ver República da Áustria vs Altmann), que acabaria por resultar na devolução de cinco quadros de Gustav Klimt a Maria Altmann, sobrinha de Ferdinand Bloch-Bauer, em Janeiro de 2006. Em Novembro do mesmo ano, a leiloeira Christie's vendeu o Retrato de Adele Bloch-Bauer II num leilão por quase 88 milhões de dólares, a quarta peça de arte mais cara da época.
No Outono de 2014, esta pintura foi emprestada ao Museum of Modern Art, em Nova Iorque, pelo dono da obra.